# Ликстанов, Иосиф Исаакович

Могила на Ивановском кладбище Екатеринбурга

Иосиф Исаакович Ликста́нов (19 июля [1 августа] 1900 или 1 августа 1900, Сумы, Харьковская губерния — 11 сентября 1955, Свердловск) — российский и советский писатель. Лауреат Сталинской премии третьей степени (1948).

## Биография
Родился 19 июля (1 августа) 1900 года в городе Сумы Харьковской губернии (ныне Украина) в семье портного. Еврей. Был девятым ребёнком в семье. Его отец умер, когда Иосифу было меньше года.
Незадолго до революции окончил 4 класса начального училища и поступил в Сумское коммерческое училище, но учёбе помешали события 1917 года.
Окончив училище в 1918 году становится журналистом журналистом и в годы Гражданской войны работает в газетах «Красная звезда», «Коммуна» и «Коммунист».
С 1920 по 1930 работал в газетах Мариуполя, Одессы, Севастополя, Ленинграда. Печататься начал в 1927 году (под псевдонимом Кожан). Был корреспондентом газет «Красный черноморец» и «Красный Балтийский флот». В это же время писатель Всеволод Вишневский привлёк его к участию в журналах «Краснофлотец» и «Вокруг света», в которых писатель опубликовал несколько рассказов.
В 1930 году переехал в Свердловск, где 18 лет работал в газете «Уральский рабочий» в отделе информации. В Свердловске жил на улице Сакко и Ванцетти, 17, в кирпичном двухэтажном доме, где и написал все свои труды.
В 1943 году в Свердловске, а через год в Москве была опубликована повесть Ликстанова «Приключения юнги», в которой писатель рассказал о Военно-Морском флоте и о моральных качествах советских людей: о дружбе, о чести, об уважении к товарищу, о чувстве долга.
В 1946 году Ликстанов стал членом Союза писателей СССР.
В 1947 году вышла в свет новая повесть писателя — «Малышок». Тема её — самоотверженный труд в дни войны рабочих-уральцев и их славных помощников — учащихся школ ФЗУ. Повесть «Малышок» получила широкое общественное признание и была удостоена Сталинской премии третьей степени. По данным Всесоюзной книжной палаты, с 1947 по 1975 годы только в СССР повесть «Малышок» была переиздана 45 раз общим тиражом 1 545 430 экземпляров. В начале 1950-х спектакль «Малышок» был поставлен на сцене Свердловского ТЮЗа.
Также Ликстановым были написаны сценарии фильмов «Новая быль» об уральских горняках (Свердловская киностудия, 1947), «Интеллигенция Уралмашзавода» (Московская киностудия, 1947).
В 1949 году была опубликована приключенческая повесть Ликстанова «Зелен камень». В 1953 году писатель опубликовал повесть «Первое имя» — о пионерах уральского города и о людях героического труда.
Роман «Безымянная слава» — последнее произведение Ликстанова. Этот роман о советских журналистах 20-х годов вышел в свет после смерти писателя.
Скоропостижно скончался 11 сентября 1955 года. Похоронен в Свердловске на Ивановском кладбище.
Автором надгробного памятника И. И. Ликстанову из чёрного гранита стал Эрнст Неизвестный.

## Семья
Жена — Ликстанова Лидия Александровна (24.02.1902 — 19.12.1980), похоронена на Широкореченском кладбище, сын — Ликстанов Борис Иосифович (1923—1942) (погиб на фронте).

## Награды и премии
- Сталинская премия третьей степени (1948) — за повесть «Малышок» (1947)[3]